# Forêt linéaire sud
La Forêt linéaire sud (anciennement Forêt linéaire) est un espace vert situé le long de la rue Émile-Bollaert dans le 19e arrondissement de Paris, dans le quartier du Pont-de-Flandre.

## Situation et accès
La Forêt linéaire sud est accessible par la ligne   à la gare Rosa-Parks, par la ligne   à la station Canal Saint-Denis.

## Caractéristiques
L'espace vert est une parcelle de 11 250 m2 (1,125 ha) pour 300 m de long, située entre la rue Émile-Bollaert et le Boulevard périphérique de Paris, depuis le mail Émile-Bollaert au niveau de la rue Lounès-Matoub jusqu'au quai du Lot, créant une continuité écologique entre le canal Saint-Denis et les autres espaces verts. Il a aussi pour fonction d'atténuer les bruits du Boulevard périphérique. Il est constitué d'une « forêt », soit une plantation dense d'arbre et d'arbustes, en pleine terre et poussant naturellement, totalement ouverte, dépourvue de clôture. C'est un milieu en constante évolution : la forêt se développe en permanence et la ville prévoit 15 ans avant un aspect pleinement développé. La forêt est divisée en deux parties : la première est le talus du Boulevard périphérique, laissé inaccessible et équipé de murs en gabion servant de support à des plantes grimpantes ; la seconde est au niveau de la rue et est accessible au public. Elle est parcourue dans toute sa longueur par un sentier forestier (toutefois éclairé par des lampadaires). Cette partie est elle-même composée de trois milieux : une prairie arborée, une futaie régulière et un taillis dense.
La prairie, située au niveau de la rue Lounès-Matoub et de la passerelle Claude-Bernard, est un mélange de pelouses et d'arbres largement espacés. Une « structure vivante », constituée de troncs d'arbres morts provenant des bois de Boulogne et de Vincennes sert d'abris naturel pour une faune et une flore spécifique, inféodée à ce milieu : elle disparaît peu à peu sous les plantes grimpantes. Des bancs-troncs d’arbres, similaires à ceux des bois parisiens, remplissent la même fonction mais peuvent être utilisés par les promeneurs.
Ce milieu est prolongé par le second, la futaie régulière, plantée d'arbres espacés et pratiquement dépourvue de végétation au sol.
Le dernier milieu est le taillis dense, qui se prolonge jusqu'au canal. Très sombre, il est constitué d'un mélange inextricable d'arbres et d'arbustes. De hautes perches graduées indiquent les étapes de croissance de la forêt.

## Historique
Le terrain qu'occupera la forêt était autrefois occupé par l'hôpital Claude-Bernard, détruit dans les années 1970 et laissé en friche depuis. Le Grand projet de renouvellement urbain, secteur Paris Nord-Est, ZAC Claude Bernard, est l'occasion de réaménager la zone entière : la rue Émile-Bollaert est prolongée jusqu'au canal Saint-Denis, un nouveau quartier étant construit entre la rue et le boulevard Macdonald et, afin d'améliorer le cadre de vie des habitants, il est décidé d'atténuer les nuisances sonores et olfactives du boulevard périphérique voisin en créant des immeubles de bureau servant d'écrans acoustiques et de prolonger le mail Émile-Bollaert tout au long de la nouvelle rue par un nouvel espace vert, permettant du même coup d'établir une continuité écologique avec le canal. Le choix d'une forêt a été retenu et celle-ci a été ouverte en 2014.
En 2019, de l'autre côté du boulevard périphérique, une autre forêt linéaire, la Forêt linéaire nord a été aménagée. Celle-ci combine plantation d'arbres et réserve écologique.

## Galerie

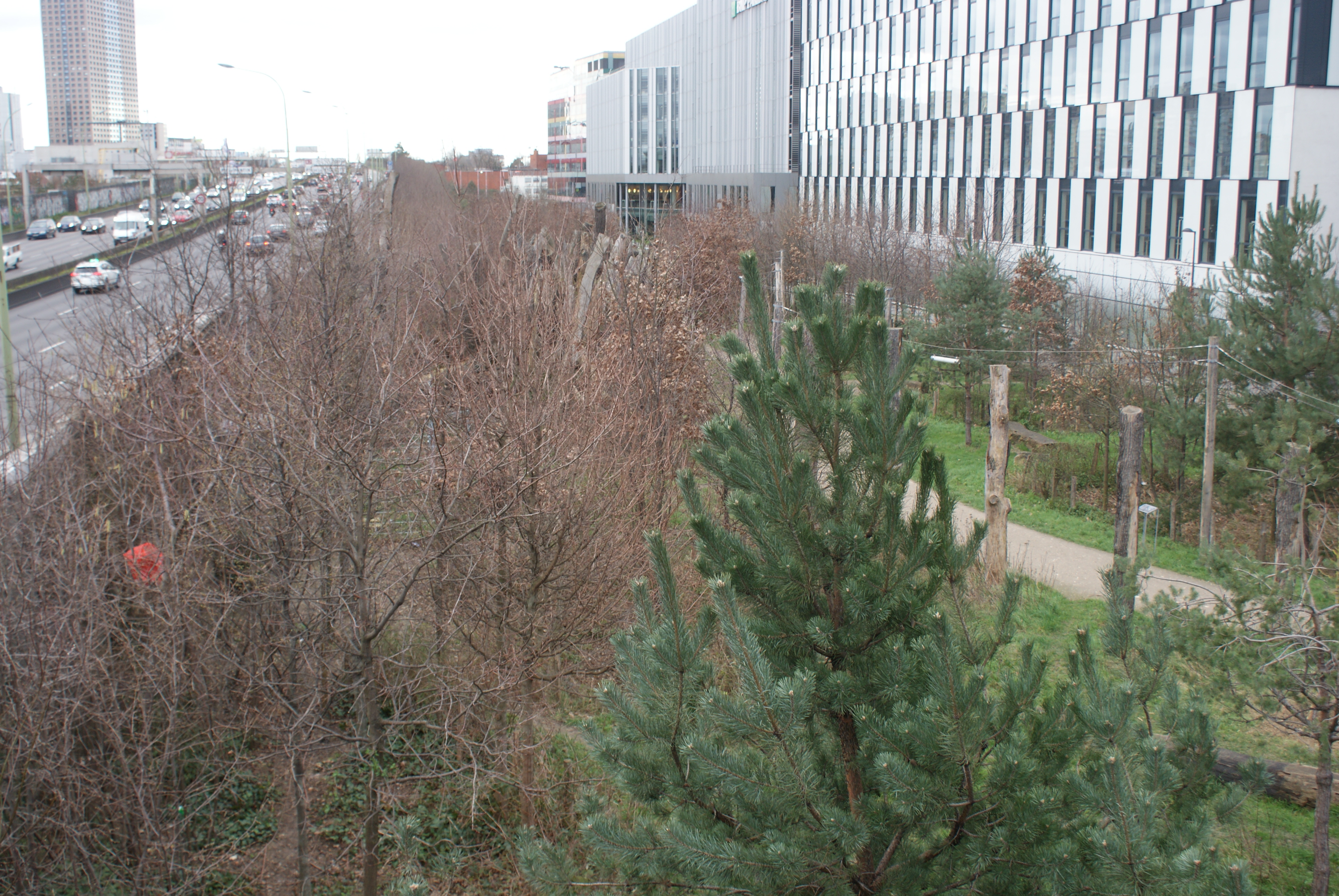
La Forêt linéaire sud vue depuis la passerelle Claude-Bernard.
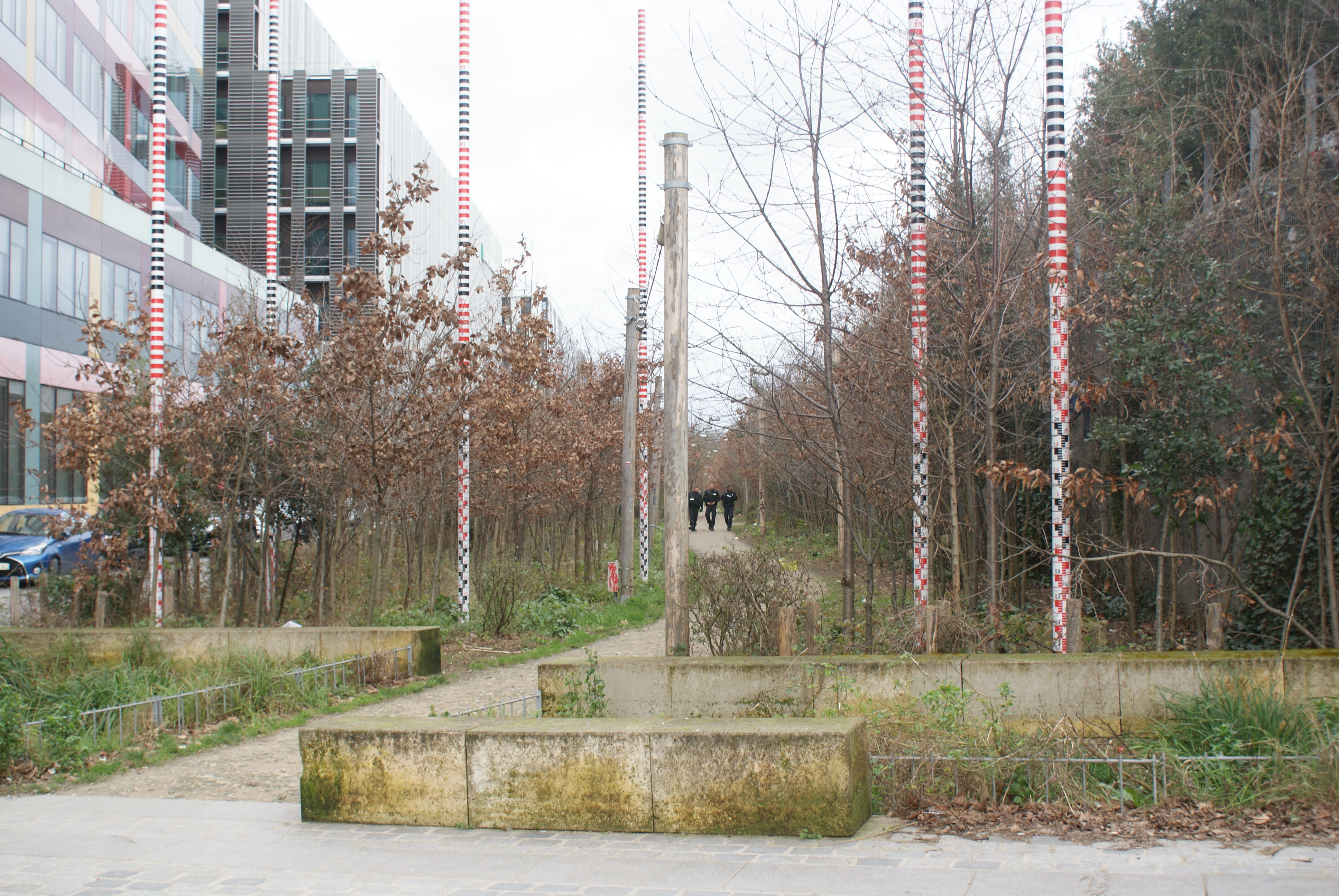
Le taillis avec les perches repères de croissance.
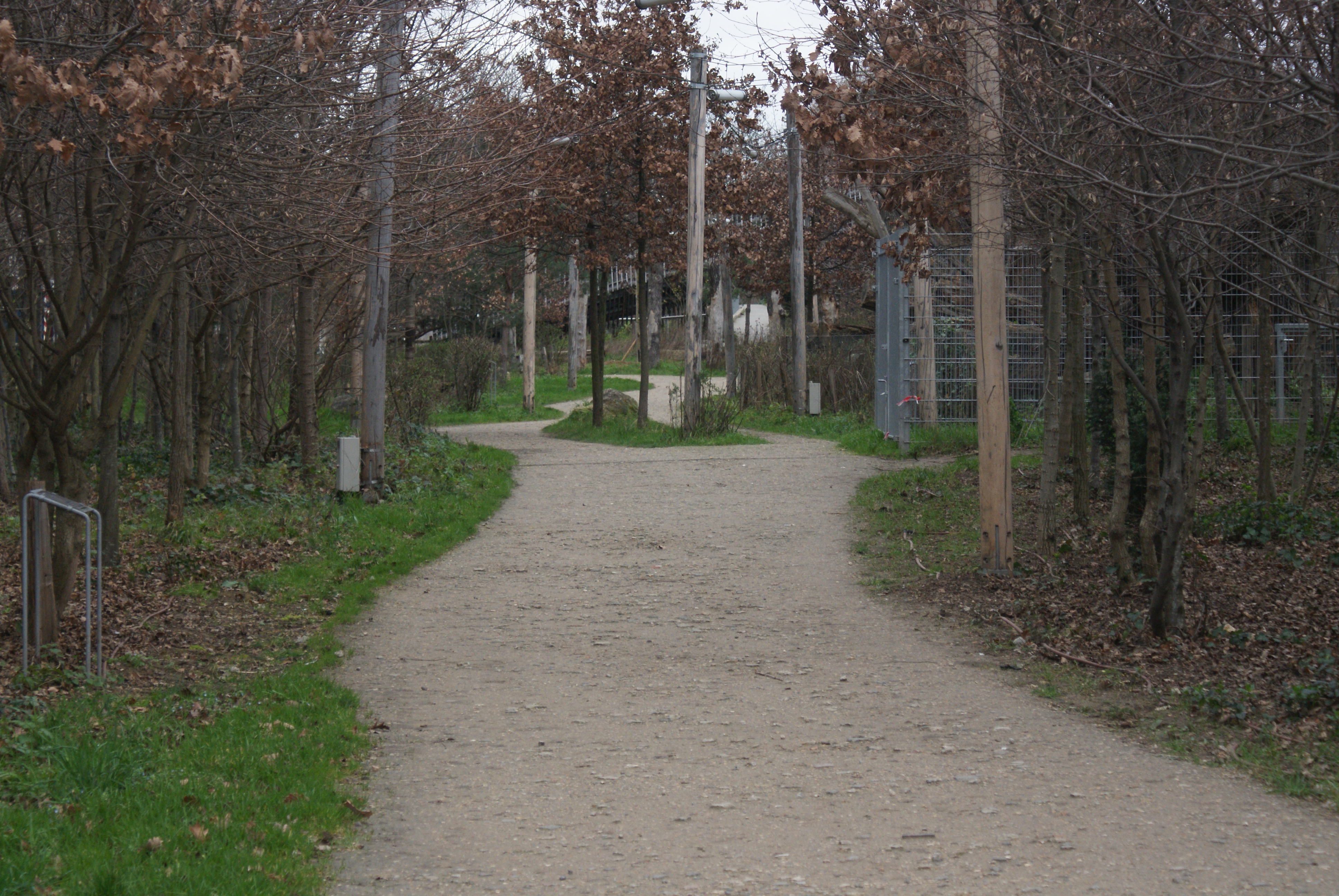
La futaie.
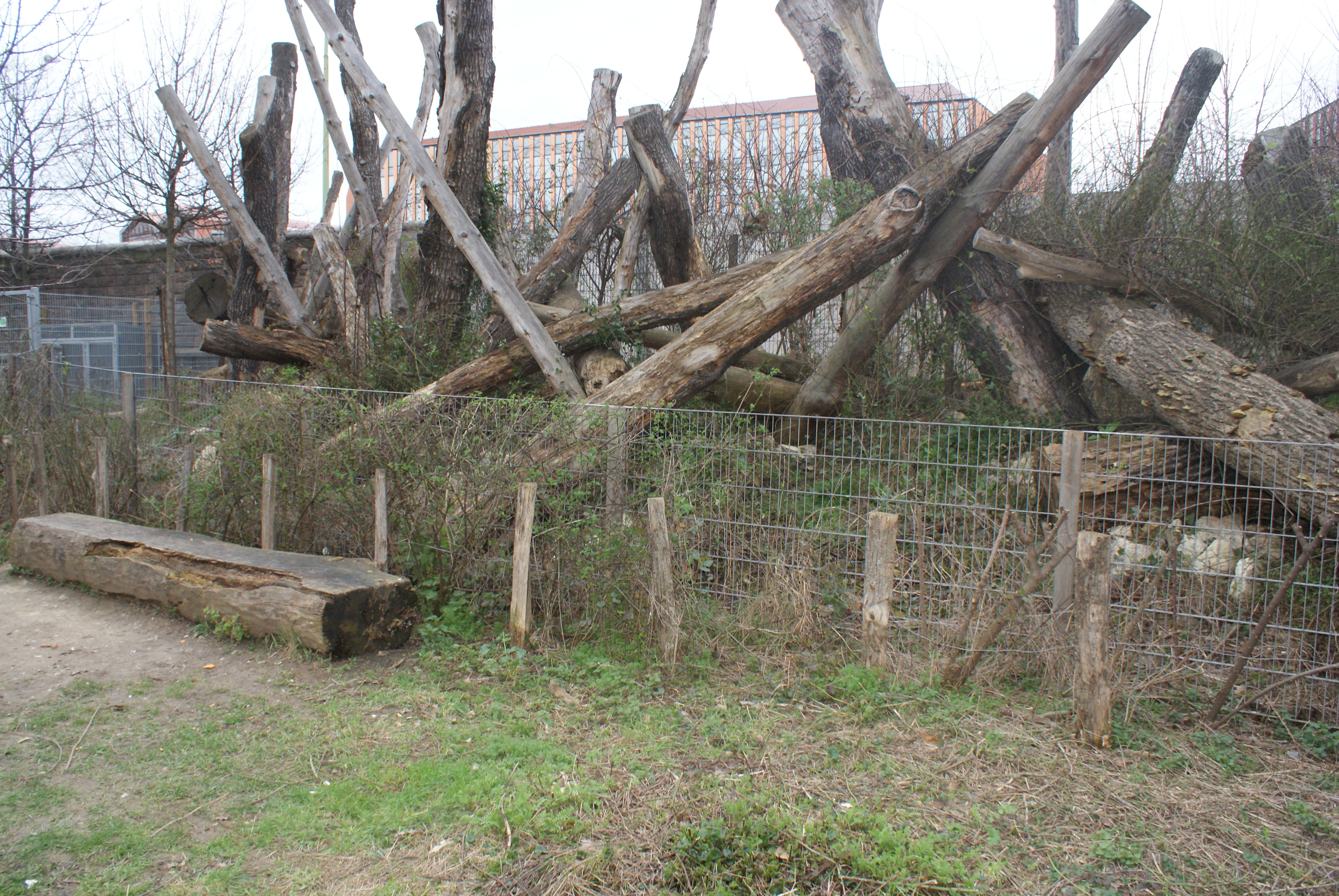
Le bois mort.
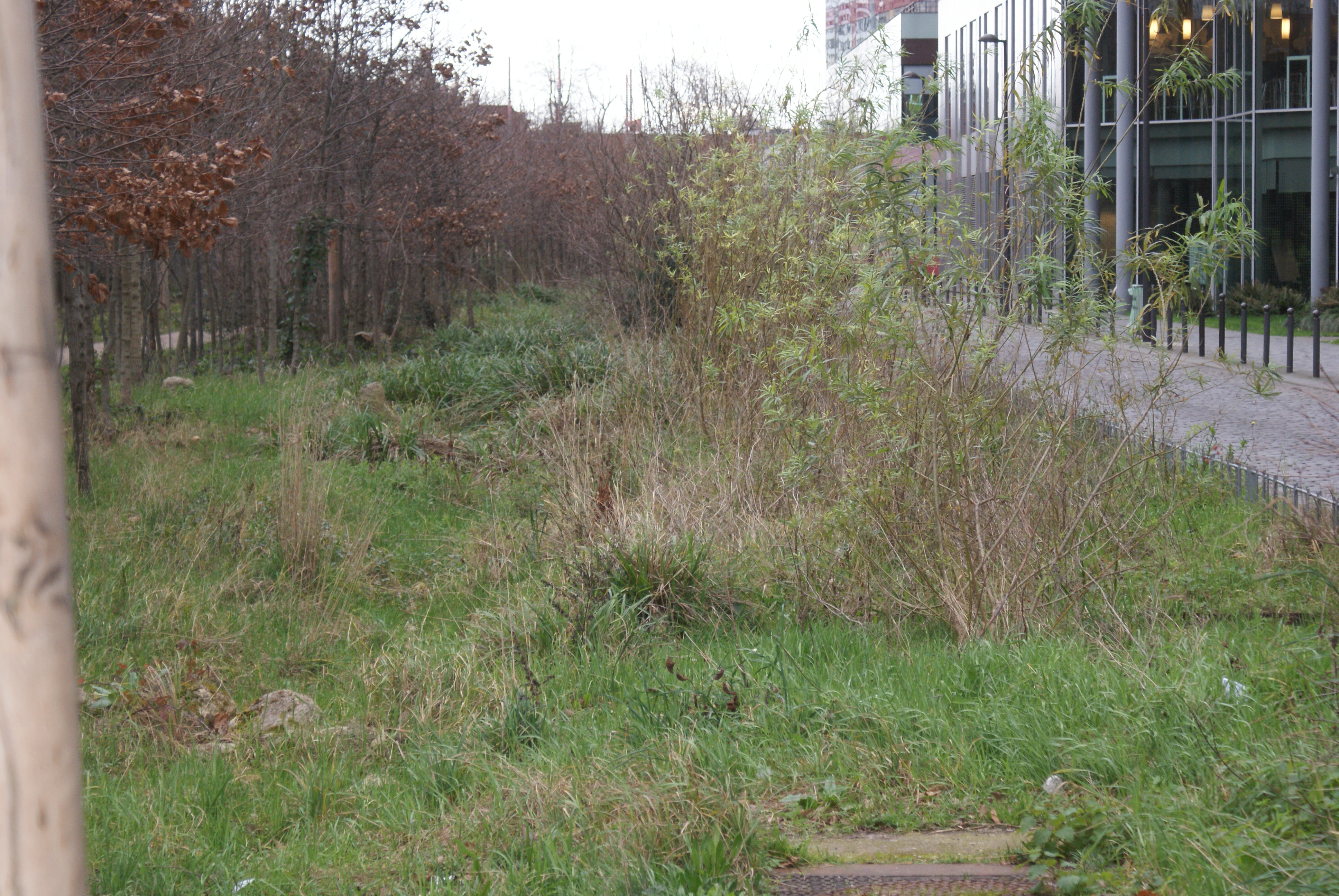
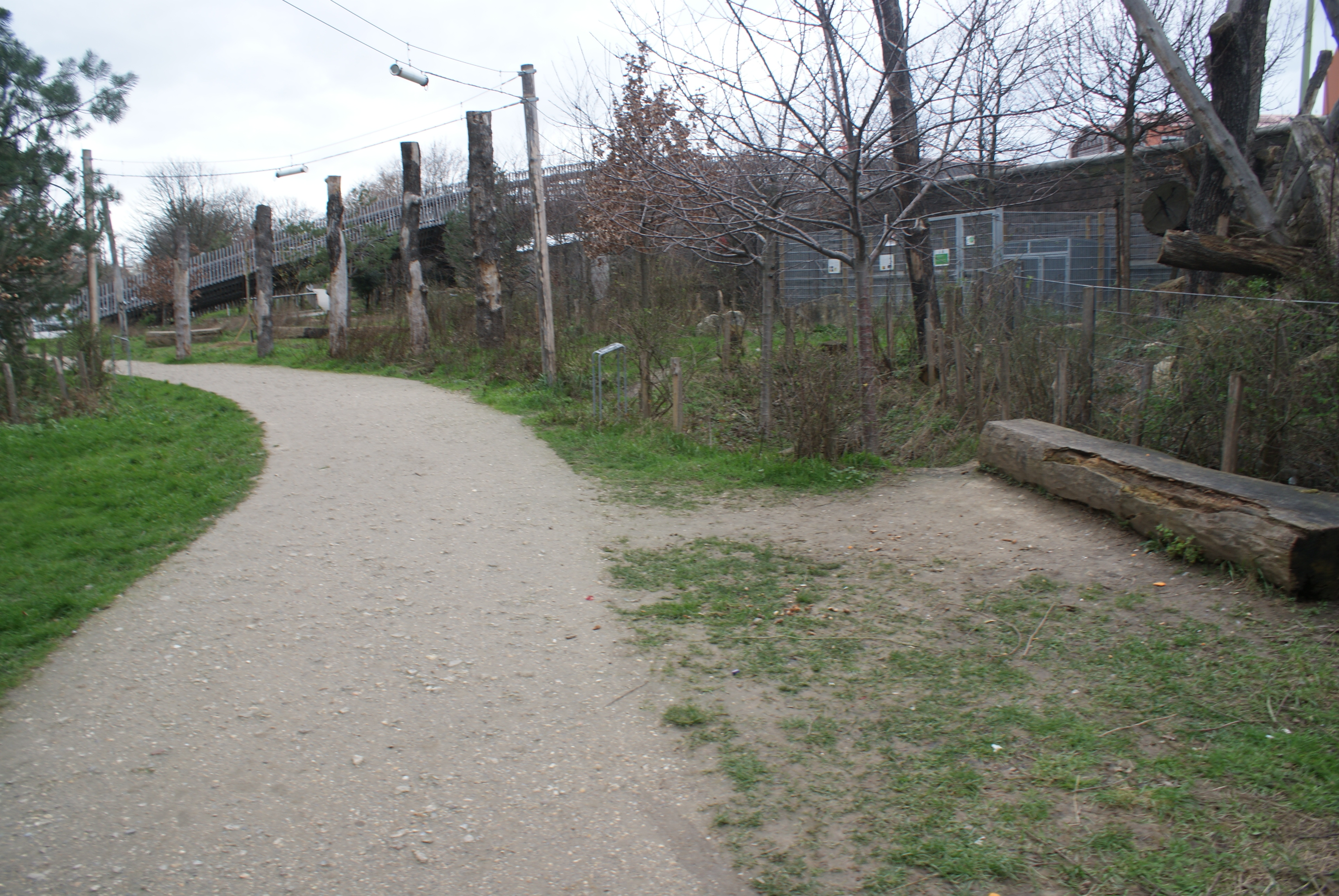
La prairie arborée.
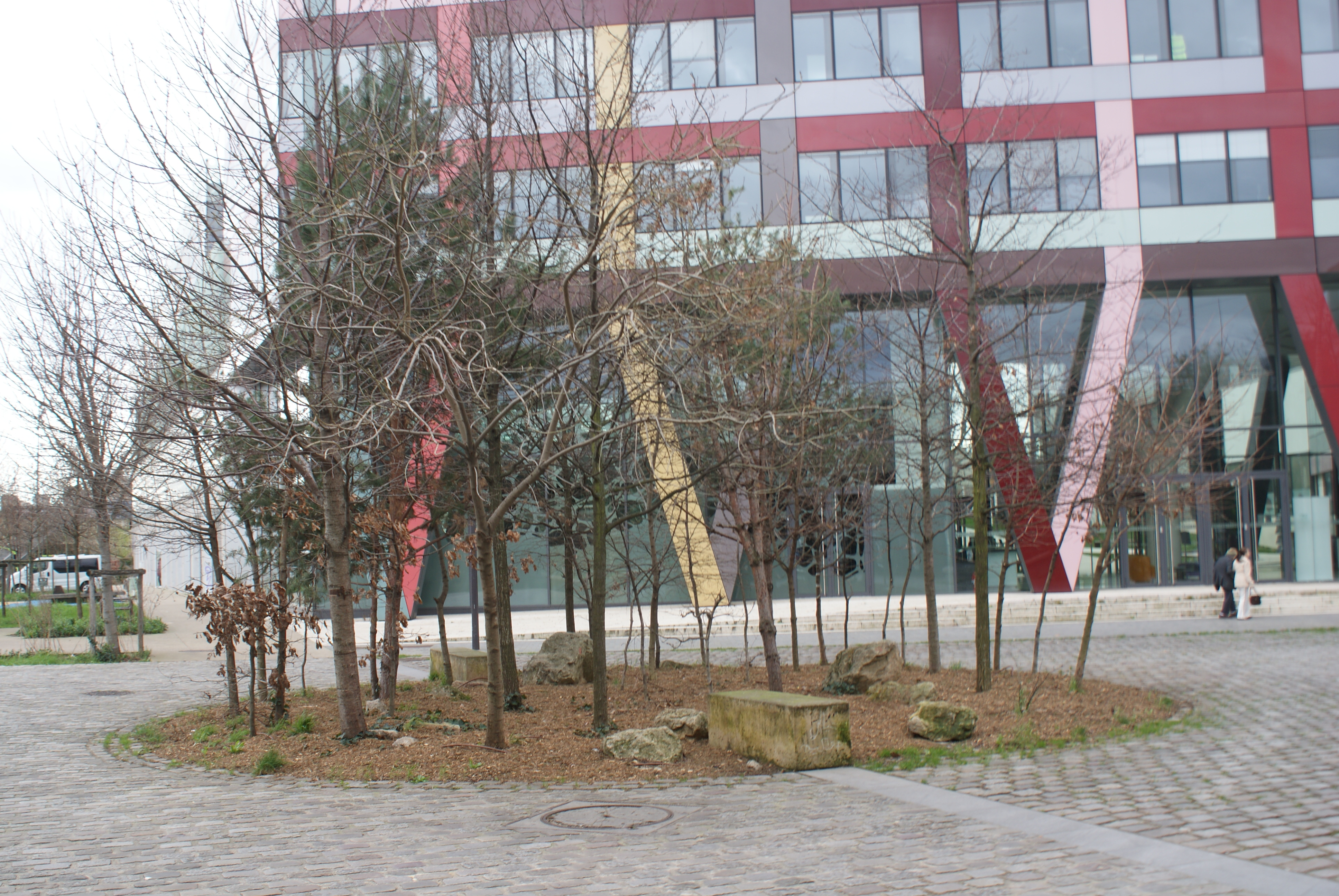
La rue Émile-Bollaert et le quai du Lot.